# Зеледеевский сельсовет
Зеледеевский сельсовет — сельское поселение в Емельяновском районе Красноярского края.
Административный центр — посёлок Зеледеево.

## Население
| 2010 | 2012 | 2013 | 2014 | 2015 | 2016 | 2017 |
| ---- | ---- | ---- | ---- | ---- | ---- | ---- |
| 790  | ↘778 | ↗792 | ↘777 | ↘763 | ↘716 | ↘669 |

## Состав сельского поселения
В состав сельского поселения входят 4 населённых пункта:
| № | Населённый пункт | Тип населённого пункта          | Население |
| - | ---------------- | ------------------------------- | --------- |
| 1 | Водораздел       | посёлок                         | 0         |
| 2 | Зеледеево        | посёлок, административный центр | 452       |
| 3 | Известковый      | посёлок                         | 24        |
| 4 | Кача             | посёлок                         | 314       |

## Местное самоуправление
Зеледеевский сельский Совет депутатов
Дата избрания13.09.2015. Срок полномочий: 5 лет. Количество депутатов: 7
Глава муниципального образования
- Ткачук Владимир Викторович. Дата избрания: 24.08.2015. Срок полномочий: 5 лет